# Protesti v rusko okupirani Ukrajini (2022)
Med rusko invazijo na Ukrajino leta 2022 in posledično rusko okupacijo ukrajinskih mest so se zgodili številni primeri nenasilnega odpora civilnega prebivalstva proti okupatorjem. Lokalni prebivalci so organizirali proteste proti ruski invaziji in blokirali premike ruske vojske. V odgovor na proteste je ruska vojska odprla opozorilni ogenj in po navedbah tamkajšnjih prebivalcev ubila in ranila več protestnikov, kar se lahko šteje za vojni zločin.

## Časovnica
Ruske čete so 25. februarja obkolile mesto Konotop. 2. marca je župan Artjom Semenikin (stranka Svoboda) na srečanju meščanov dejal, da ruska vojska v primeru neposlušnosti grozi z obstreljevanjem mesta, sam je ponudil odpor. Na njegov predlog se je zbrana množica odzvala z bučnimi ovacijami.
1. marca so lokalni prebivalci Melitopola organizirali protestni shod, na katerem so korakali po aveniji od Trga zmage do stavbe SBU, ki jo je zasedla ruska vojska. Po navedbah lokalne spletne publikacije Naše mesto »ruski vojaki niso mogli vzdržati pritiska [zunaj stavbe] in so odprli ogenj, najprej v zrak, nato pa na meščane [...] ena oseba je bila ustreljena v koleno.« Po poročanju ukrajinske službe BBC News so lokalni prebivalci pod ukrajinskimi zastavami organizirali miren protest več tisoč ljudi, ruske vojake pa so obtožili tudi obstreljevanja in ropanja trgovin. Od 10. marca se povorke skozi mestno jedro Melitopola ponavljajo vsak dan.
2. marca so lokalni prebivalci v bližini vasi Vodjanoje v Zaporiški oblasti blokirali cesto ruskim vojakom. Med županom Vodjanoje in županom sosednje vasi, Kamenke, ter predstavnikom ruske strani so potekala pogajanja o prehodu ruske vojaške kolone skozi vas. Prebivalci so ta predlog zavrnili. Po besedah župana bližnjega Energodarja so ruski vojaki okoli 15.30 po lokalnem času odprli ogenj na protestnike in dva izmed njih ranili.
4. marca so lokalni prebivalci po ruski zasedbi Novopskova v Luganski regiji odšli na protest z ukrajinskimi zastavami. Po poročanju Ukrajinske Pravde, ki se sklicuje na lokalne prebivalce, je bila ena oseba zaradi streljanja na protestnike ranjena. 5. marca je lokalno prebivalstvo ponovno protestiralo proti ruski okupaciji in nanje je bil ponovno odprt opozorilni ogenj. Po besedah guvernerja Luganske oblasti Sergija Gajdaja so bili poškodovani trije lokalni prebivalci.
Prebivalci Hersona so 5. marca z ukrajinskimi zastavami odšli na shod in vzklikali, da je mesto navkljub ruski okupaciji še vedno ukrajinsko in da ne bo nikoli rusko. Ruska vojska je proti protestnikom sprožila opozorilni ogenj. Obenem je ukrajinska nacionalna policija objavila videoposnetek, na katerem je hersonski policist z ukrajinsko zastavo skočil na mimoidoči ruski oklepni transporter, lokalni prebivalci pa so njegovo akcijo podprli s kriki in aplavzom.
7. marca je okrožno tožilstvo Ukrajine v Hersonu na podlagi 2. dela 438. člena Kazenskega zakonika Ukrajine (kršitev zakonov in običajev vojne, povezanih z naklepnim umorom) sprožilo kazensko zadevo povzročitve smrti več protestnikov v Novi Kahovki. Po ugotovitvah preiskave je ruska vojska med shodom 6. marca neselektivno odprla ogenj na protestnike "kljub dejstvu, da so bili ljudje neoboroženi in niso predstavljali nobene grožnje" ter s tem dejanjem povzročila najmanj eno smrtno žrtev in sedem ranjenih.
20. marca so se protestniki v Hersonu soočili z več ruskimi vojaškimi vozili in jim dejali, naj »gredo domov«.
V Savutiču so med stopnjevanjem bitke pri Slavutiču protesti potekali 26. marca. Pojavila so se poročila, da so ruske čete ugrabile župana Slavutiča Jurija Fomičeva; na koncu je bil izpuščen pravočasno, da je nagovoril protestni shod proti ruski invaziji, ki je potekal pozneje istega dne na mestnem trgu. Več kot 5000 prebivalcev mesta se je udeležilo mirnega protesta, dokler shoda niso prekinile ruske čete z izstrelitvijo opozorilnih strelov in paralnih granat v množico, pri čemer so ranile najmanj enega civilista.